# Росликов, Алексей
Алексей Росликов (латыш. Aleksejs Rosļikovs; род. 26 февраля 1984, Рига) — латвийский бизнесмен и политик.

## Биография
Родился 26 февраля 1984 года в Риге Его родителями были Виктор Росликов и Зоя Блекберна. У Алексея есть одна сестра Карина. В интервью блогеру Виктору Логичу, он сказал, что плохо учился в школе.
С 2004 по 2005 год работал санитаром, позже работал инспектором Рижского регионального управления 
Государственной полиции. В 2011 году окончил программу обучения по управлению бизнесом Высшей бизнес-школы «Turība».
С 2010 по 2012 год был членом правления, а затем директором британской кондитерской компании Premier Desserts International. В декабре 2010 года Росликов основал компанию SUV9 Latvija, зарегистрированную как частная охранная компания с численностью сотрудников 50 человек. Росликов был единоличным владельцем компании до 2013 года, но затем передал все свои акции компании гражданину России Роману Бобренкову. Спустя полгода, в июле 2013 года, компания прекратила свою деятельность по решению Службы государственных доходов (СГД).
В августе 2014 года Алексей основал компанию SUV9 SC, также зарегистрированную как частная охранная компания. Компания обслуживала такие значимые объекты, как, например, один из крупнейших индустриальных парков Латвии — «NP Jelgava Business Parks», расположенный на территории бывшего завода RAF в Елгаве. Росликов был владельцем компании в течение года, пока в сентябре 2015 года не передал доли собственности компании предпринимателю Руслану Колесникову, связанному с деятельностью рекламных агентств, который месяц спустя, в связи с решением СГД прекратил хозяйственную деятельность компании. Помимо прочего, компания была также связана с охранным предприятием SIA «Archer AG», основанным в 2012 году, для которого аналогичным образом была организована взаимная смена нескольких владельцев и членов правления, пока она окончательно не перешла во владение гражданина Украины Виталия Богорчика, который в связи с решением СГД, прекратил деятельность компании в январе 2015 года. Однако, одной из старейших зарегистрированных связанных компаний является частное охранное предприятие, SIA «G4C», зарегистрированное в 2008 году, которое также в связи с решением СГД прекратило свою деятельность в 2018 году.
Расширяя сферу своей деятельности и включив в неё услуги такси, в феврале 2016 года Росликов основал SIA «TAKSILV», а затем передал управление Андрею Апончику. В 2021 году хозяйственная деятельность компании была прекращена решением СГД.
Одними из немногих компаний, которые сохранились, являются компания по прокату автомобилей SIA «SSC Management», основанная в 2014 году Раймондом Бушом, и охранное предприятие SIA «BTL & M» (позднее — SIA «Baltijas leģions»), основанное в 2012 году Интаром Рожкалнсом, которое впоследствии перешло в собственность супруги Раймонда Буша, Ирины Буши. Хотя SIA «Baltijas leģions» работает с 2012 года, до 2018 года в ней был зарегистрирован всего один сотрудник, но в 2019 году — уже 39 сотрудников, а оборот компании составил 0,4 млн евро, а в 2020 году — 59 сотрудников с оборотом 0,6 млн евро.
В латвийских СМИ сообщалось, что Алексей Росликов уклонялся от уплаты налогов, часто создавая новые компании, меняя членов правления и ликвидируя компании, поскольку компании были ликвидированы в тот момент, когда у них накопилась налоговая задолженность, составляющая несколько тысяч евро.

## Политическая карьера
В 2017 году был избран в Рижскую думу от партии «Согласие», из которой был исключён в 2019 году. До роспуска думы в феврале 2020 года вместе с Валерием Петровым, Виталием Дубовым и Вадимом Баранником работал во фракции Независимых депутатов.
Баллотировался на выборах в Рижскую думу 2020 года от партии «Альтернатива», но не был избран. В феврале 2021 года вместе с Валерием Петровым основал политическую партию «Стабильность!», по списку которой был избран на выборах 2022 года в 14-й Сейм.
31 октября 2022 года, за день до первой сессии Сейма нового созыва, было объявлено, что партия «Стабильность!» выдвинула Росликова на должность спикера Сейма и одновременно на должность члена Совета национальной безопасности. 1 ноября на заседании Сейма на пост спикера Сейма, был избран представитель «Единого списка» Эдвардс Смилтенс, а Росликов получил всего 11 голосов от своей фракции. Алексей также безуспешно баллотировался на пост спикера Сейма 20 сентября 2023 года, когда депутаты избрали на эту должность Дайгу Миериню от партии «Союз зелёных и крестьян».
10 июня 2025 года был вынужден сложить мандат депутата Сейма из-за своего избрания в Рижскую думу.

## Скандалы
В сентябре 2018 года на сайте Komromat.lv было выложено видео от 24 сентября 2017 года, где Алексей Росликов незаконно проникает в офис фирмы KM City Line и крадёт компьютер. На следующий день выяснилось, что на месте преступления пропали 3 600 евро. 19 июля 2025 года, во время своего брифинга с блогерами, он заявил, что признает что человек на камерах видеозаписи он, а также заявил что он просто забирал свои вещи из офиса.
5 июня 2025 года выступил в Сейме во время рассмотрения декларации «Об устранении лингвистических последствий» с громкой критикой вышеуказанного, в конце которого произнёс: «Нас больше, русский язык — наш язык!» на русском языке, что противоречило недавно изменённому регламенту Сейма. В ответ на это спикер Сейма Дайга Миериня объявила голосование об удалении Росликова из зала заседаний «за неэтичное поведение» и «использование русского языка на заседании Сейма». Это решение поддержали 63 парламентария, после чего депутат покинул зал. Впоследствии в отношении депутата была начата проверка. Служба госбезопасности Латвии 9 июня открыла уголовный процесс против Алексея Росликова по подозрению в «оказании помощи государству-агрессору России в её действиях против Латвии» и «разжигании национальной вражды и ненависти».
Из-за избрания в Рижскую думу и сложения мандата депутат Сейма, он не пошёл на комиссию по этике, на которую его привлекли после инцидента 5 июня.

## Личная жизнь
Женат, трое сыновей.
В интервью Артуссу Кайминьшу, он рассказывал что любит ездить на мотоцикле, а также занимается верховой ездой. Также рассказал, что он старообрядец, и что к этому его приучила бабушка.